# DPi (Inschrift)

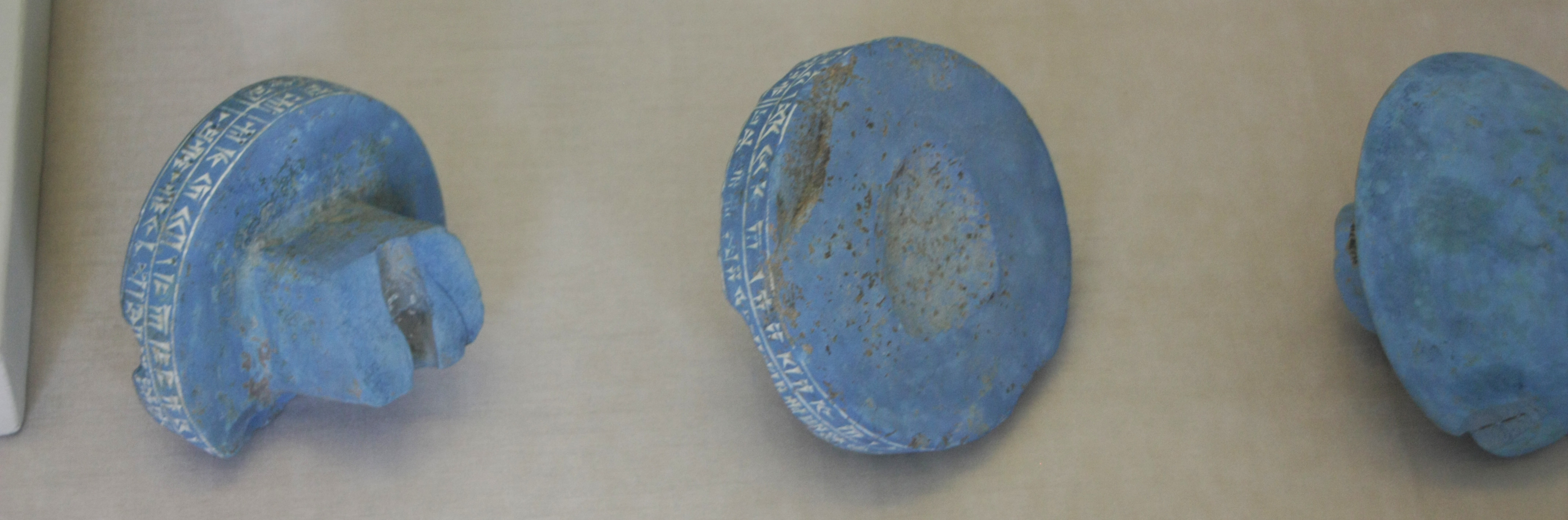
DPi auf dem Knauf in Ägyptisch Blau. Iranisches Nationalmuseum Inventarnummer 2405

DPi ist die Abkürzung einer Inschrift von Dareios I. (D). Sie wurde in Persepolis (P) entdeckt und von der Wissenschaft mit einem Index (i) versehen. Sie liegt in altpersischer, elamischer und babylonischer Sprache vor und ist auf mehreren Exemplaren überliefert.

## Inhalt
„Knauf aus Halbedelstein(imitat), an des Königs Dareios Hof hergestellt.“

## Beschreibung
Die Inschrift DPi liegt in vier Überlieferungen an vollständigen und fragmentarischen Gegenständen in Ägyptisch Blau vor, die mit einem zusätzlichen Index unterschieden werden: DPia–d. Die Bedeutung der Gegenstände ist nicht eindeutig. Ernst Herzfeld hat vermutet, dass es sich um Türgriffe handelt. Die babylonische Sprachversion verwendet den Begriff sikkat karri, dessen erster Teil als sikkatu  von den Wandhalterungen von Aššur überliefert ist.
Die dreisprachige Inschrift ist in zwei Zeilen angebracht, wobei die erste Zeile von der altpersischen und die zweite von der elamischen und babylonischen Version besetzt ist. Das altpersische Wort kasaka-, das Rüdiger Schmitt mit Halbedelstein(imitat) übersetzt, ist wahrscheinlich von einer ostiranischen Sprache ausgeliehen. Variationen des Wortes bezeichnen die Gesteinsarten Lapislazuli und Türkis, von denen in der Inschrift DSf §10 gesagt wird, dass sie aus Sogdien und Chorasmien stammen.
Der Gegenstand mit der wissenschaftlichen Objektbezeichnung PT5 112 wurde 1937 im Schutt des Raums 8 im nördlichen Bereich des südöstlichen Palasts, des sogenannten Harems, gefunden und befindet sich heute im Iranischen Nationalmuseum in Teheran unter der Inventarnummer 2405. Ein weiterer Gegenstand befindet sich im Oriental Institute Museum in Chicago unter der Inventarnummer A29808B. Er wurde im Vorfeld von 1933 ebenfalls im südöstlichen Palast gefunden. Fragmente von ähnlichen Objekten wurden von Ernst Herzfeld an anderen Standorten desselben Gebäudes ausgegraben. Darunter befand sich ein Fragment von Xerxes I. mit der Inschrift XPi.